# Naturschutzgebiet Giesmecketal
Das Naturschutzgebiet Giesmecketal mit einer Größe von 19,3 ha lag im Arnsberger Wald nordöstlich von Freienohl im Stadtgebiet Meschede. Das Gebiet wurde 1994 mit dem Landschaftsplan Meschede durch den Hochsauerlandkreis als Naturschutzgebiet (NSG) ausgewiesen. Das NSG bestand aus zwei Teilflächen. Bei der Neuaufstellung des Landschaftsplanes Meschede wurde das NSG dann Teil vom neuen Naturschutzgebiet Arnsberger Wald (Meschede).

## Gebietsbeschreibung
Beim NSG handelt es sich um den Unterlauf der Giesmecke bis zur Einmündung in die Ruhr mit Wald-, Grünland- und Quellbereichen. Der Bach ist weitgehend naturnah mit bachbegleitenden, erlenreichen Feuchtwäldern mit Quellzonen und angrenzenden Feucht- und Talhangweiden. Im Wald gibt es Feuchtbereiche mit Roterlen als Hauptbestockung.
Im NSG kamen zahlreiche seltene Tier- und Pflanzenarten vor. Dieser Abschnitt des Giesmecke-Tales hat laut Landschaftsplan 1994 aufgrund seiner Strukturvielfalt sowohl Bedeutung für den Biotop- und Artenschutz als auch für Erholungssuchende.

## Schutzzweck
Wie alle Naturschutzgebieten im Landschaftsplangebiet wurde das NSG „zur Erhaltung von Lebensgemeinschaften oder Lebensstätten bestimmter wildlebender Pflanzen und wildlebender Tierarten, aus wissenschaftlichen, naturgeschichtlichen, landeskundlichen oder erdgeschichtlichen Gründen oder wegen der Seltenheit, besonderen Eigenart oder hervorragenden Schönheit einer Fläche oder eines Landschaftsbestandteils“ als NSG ausgewiesen.
Zum Schutzzweck speziell des NSG führte der Landschaftsplan 1994, neben den normalen Schutzzwecken für alle NSG im Landschaftsplangebiet, auf: „Erhaltung und Optimierung eines naturnahen Biotopkomplexes aus Bachlauf, Feuchtwäldern, Quellzonen und Feucht- und Talhangweiden; hohe Artenvielfalt; Rote-Liste-Tier- und Pflanzenarten; hohe strukturelle Vielfalt; Gebiet fällt unter § 20 c BNatSchG; Optimierung durch Umbestockung der Fichtenbestände. “